# پیرمین بلاک
پیرمین بلاک (هلندی: Pirmin Blaak؛ زادهٔ ۸ مارس ۱۹۸۸) بازیکن هاکی روی چمن اهل هلند است.